# Oreomela romantsovi
Oreomela romantsovi es una especie de insecto coleóptero de la familia Chrysomelidae.
Fue descrita científicamente en 2007 por Mikhailov.